# CISPR 22
CISPR 22 és una normativa internacional sobre compatibilitat electromagnètica creada per l'organisme CISPR. Aplica a equipaments de tecnologia de la informació (ETI). El subjecte de la norma són les interferències radioelèctriques, concretament els mètodes i límits de les mesures a realitzar.

## Ambit d'aplicació
Aplica a equipaments de la tecnologia de la informació (per exemple : ordinadors, monitors, teclats, impressores, equips de telecomunicació…)

## Classificació dels ETI
CISPR 22 classifica els Equips de Tecnologia de la Informació en dues classes :
- Classe B : aplica a ETI d'àmbit domèstic, oficina i indústria lleugera.
- Classe A : aplica a ETI d'àmbit industrial.

## Límits de pertorbacions conduïdes d'assaig
Límits de les pertorbacions conduïdes en les bornes d'alimentació pels equips de Classe A:
| Banda de freqüència | Valor Quasi-cresta | Valor mig  |
| 0,15 a 0,5 MHz      | 79 dB (uV)         | 66 dB (uV) |
| 0,50 a 30 MHz       | 73 dB (uV)         | 60 dB (uV) |

Límits de les pertorbacions conduïdes en les bornes d'alimentació pels equips de Classe B:
| Banda de freqüència | Valor Quasi-cresta | Valor mig       |
| 0,15 a 0,5 MHz      | 66 a 56 dB (uV)    | 56 a 46 dB (uV) |
| 0,50 a 5 MHz        | 56 dB (uV)         | 46 dB (uV)      |
| 5 a 30 MHz          | 60 dB (uV)         | 50 dB (uV)      |

Límits de les pertorbacions conduïdes en els ports de telecomunicacions pels equips de Classe A:
| Banda de freqüència | Valor tensió Quasi-cresta | Valor tensió mig | Valor corrent Quasi-cresta | Valor corrent mig |
| 0,15 a 0,5 MHz      | 97 a 87 dB (uV)           | 84 a 74 dB (uV)  | 53 a 43 dB (uA)            | 40 a 30 dB (uA)   |
| 0,50 a 30 MHz       | 87 dB (uV)                | 74 dB (uV)       | 43 dB (uA)                 | 30 dB (uA)        |

Límits de les pertorbacions conduïdes en els ports de telecomunicacions pels equips de Classe B:
| Banda de freqüència | Valor tensió Quasi-cresta | Valor tensió mig | Valor corrent Quasi-cresta | Valor corrent mig |
| 0,15 a 0,5 MHz      | 84 a 74 dB (uV)           | 74 a 64 dB (uV)  | 40 a 30 dB (uA)            | 30 a 20 dB (uA)   |
| 0,50 a 30 MHz       | 74 dB (uV)                | 64 dB (uV)       | 30 dB (uA)                 | 20 dB (uA)        |

## Límits de pertorbacions radiades d'assaig
Límits de les pertorbacions radiades pels equips de Classe A:
| Banda de freqüència/distància | Valor Quasi-cresta | Valor de cresta |
| 0,15 a 0,5 MHz / a 10 metres  | 40 uV/m            | -               |
| 0,50 a 30 MHz / a 10 metres   | 47 uV/m            | -               |
| 1 a 3 GHz / a 3 metres        | 56 uV/m            | 76 uV/m         |
| 3 a 6 GHz / a 3 metres        | 60 uV/m            | 80 uV/m         |

Límits de les pertorbacions radiades pels equips de Classe B:
| Banda de freqüència/distància | Valor Quasi-cresta | Valor de cresta |
| 0,15 a 0,5 MHz / a 10 metres  | 30 uV/m            | -               |
| 0,50 a 30 MHz / a 10 metres   | 37 uV/m            | -               |
| 1 a 3 GHz / a 3 metres        | 50 uV/m            | 70 uV/m         |
| 3 a 6 GHz / a 3 metres        | 54 uV/m            | 74 uV/m         |